# Agrypon triangulum
Agrypon triangulum är en stekelart som beskrevs av Tohru Uchida 1958. Agrypon triangulum ingår i släktet Agrypon och familjen brokparasitsteklar. Inga underarter finns listade i Catalogue of Life.